# Katherine Fairfax Wright
Katherine "Katy" Fairfax Wright es una directora de cine y documentalista estadounidense, conocida como codirectora junto a Malika Zouhali-Worrall de la película de 2012 Call Me Kuchu.
Sus otros créditos incluyen un episodio de la serie de televisión de PBS POV, y las películas de drama Les vulnérables, Fat Friend y Gabi on the Roof in July.